# Proshchenkoit-(Y)
Proshchenkoit-(Y) ist ein sehr selten vorkommendes Mineral aus der Mineralklasse der „Silikate und Germanate“ mit der chemischen Zusammensetzung (Y,REE,Ca,Na,Mn)15Fe2+Ca(P,Si)Si6B3(O,F)48.
Proshchenkoit-(Y) kristallisiert im trigonalen Kristallsystem und konnte bisher nur in Form körniger Aggregate mit unregelmäßig geformten, durchsichtigen bis durchscheinenden Einzelkristallen von bräunlicher bis rötlicher Farbe bei hellbrauner Strichfarbe gefunden werden.

## Etymologie und Geschichte
Erstmals entdeckt wurde Proshchenkoit-(Y) bereits 1966 im Tommot-Massiv in der nordöstlichen Republik Sacha (Jakutien) der heutigen Russischen Föderation und als Fund auch beschrieben, jedoch ohne Namensvergabe. Analysiert, vollständig beschrieben und als neues Mineral der Vicanitgruppe erkannt wurde es erst 2008 von Gunnar Raade, Joel D. Grice, M. Erambert, Per Kristiansson und Thomas Witzke, die das Mineral nach dessen Entdecker, dem russischen Mineralogen Jewgeni Grigorjewitsch Proschtschenko (russisch: Евгений Григорьевич Прощенко, 1929–1996) benannten.
Von der International Mineralogical Association (IMA) wurden das Mineral und der gewählte Name Proshchenkoit-(Y) noch im selben Jahr unter der internen Eingangs-Nr. IMA2008-007 anerkannt. Typmaterial des Minerals befindet sich im Naturhistorisk Museum (Natural History Museum, University of Oslo, Register-Nr. 42029).

## Klassifikation
Da der Proshchenkoit-(Y) erst 2008 als eigenständiges Mineral anerkannt wurde, ist er in der seit 2001 veralteten 8. Auflage der Mineralsystematik nach Strunz nicht aufgeführt.
Die seit 2001 gültige und von der IMA verwendete 9. Auflage der Strunz’schen Mineralsystematik ordnet den Proshchenkoit-(Y) in die Klasse der „Silikate und Germanate“ und dort in die Abteilung der „Inselsilikate (Nesosilikate)“ ein. Diese ist weiter unterteilt nach der möglichen Anwesenheit zusätzlicher Anionen sowie der Koordinationszahl der beteiligten Kationen, so dass das Mineral entsprechend in der Unterabteilung der „Inselsilikate mit BO3 Triangeln und/oder B[4]-, Be[4]-Tetraedern, eckenteilend mit SiO4“ zu finden ist, wo es zusammen mit Hundholmenit-(Y), Okanoganit-(Y) und Vicanit-(Ce) die „Vicanitgruppe“ mit der System-Nr. 9.AJ.35 bildet.
Auch die überwiegend im englischen Sprachraum gebräuchliche Systematik der Minerale nach Dana ordnet den Proshchenkoit-(Y) in die Klasse der „Silikate und Germanate“, dort allerdings in die bereits feiner unterteilte Abteilung der „Inselsilikate: Borosilikate und einige Beryllosilikate mit (BO3)“ ein. Hier ist er, ebenfalls zusammen mit Vicanit-(Ce) und Hundholmenit-(Y), in der „Vicanitgruppe“ mit der System-Nr. 54.03.01 innerhalb der Unterabteilung „Inselsilikate: Borosilikate und einige Beryllosilikate“ zu finden.

## Chemismus
Die Analyse des erhaltenen Materials aus der Selten-Erd- und Niob-Lagerstätte Tommot (Jakutien) ergab folgende empirische Formel:
(Y3,70REE7,54Ca1,55Na1,16Mn0,77Th0,10Pb0,01)Σ14,83 (Fe0,832+Mn0,15Ti0,02)Σ1,00 Ca1,00 (P0,70Si0,26As0,04)Σ1,00 Si6,05 B3,20 (O34,55F13,45)Σ48
Diese kann sich allerdings je nach Zusammensetzung weiterer Proben geringfügig ändern.

## Kristallstruktur
Proshchenkoit-(Y) kristallisiert trigonal in der Raumgruppe R3m (Raumgruppen-Nr. 160) mit den Gitterparametern a = 10,75 Å und c = 27,40 Å sowie 3 Formeleinheiten pro Elementarzelle.

## Eigenschaften
Proshchenkoit-(Y) ist durch seinen Gehalt an Metallen der Seltenen Erden von bis zu 40 % sowie an Thorium von bis zu 0,9 % als schwach radioaktiv eingestuft und weist eine spezifische Aktivität von etwa 387 Bq/g auf (zum Vergleich: natürliches Kalium 31,2 Bq/g).

## Bildung und Fundorte
Proshchenkoit-(Y) bildet sich in Pegmatiten, oft als Einschlüsse in kristallinen Schiefern und Aegirin-Gneis. In diesen ist er meist verstreut in nesterförmigen Ablagerungen oder dünnen Äderchen zu finden. Begleitminerale sind unter anderem Alkaliamphibole, Britholith-(Ce), Chevkinit-(Ce), Fergusonit, Fluorit, Gadolinit, Molybdänit und Pyrit.
Bisher (Stand: 2010) konnte das Mineral nur an seiner Typlokalität Tommotskii-Massiv (Jakutien) nachgewiesen werden.